# Bernard Baille
Pour les articles homonymes, voir Baille (homonymie).
Bernard Baille est un homme politique belge né à Haine-Saint-Paul le 26 janvier 1952.
Il rejoint la Jeunesse ouvrière chrétienne vers ses 17 ans, au sein de laquelle il effectue ensuite son service civil en tant qu'objecteur de conscience.
Il est attaché au service social du CHU de Charleroi ; jardinier-horticulteur à l'hôpital Vésale ; licencié diplômé auprès de la Fopes ; militant syndical actif au sein de la CSC.
Bernard Baille est un collaborateur régulier des dossiers des Nouvelles Feuilles familiales, puis des Dossiers de Couples et Familles.

## Carrière politique
- conseiller communal de Thuin (1989-1994, 2000-2002)
- député wallon (1995-1999)
- député fédéral (2002-2003) en suppléance de Paul Timmermans, démissionnaire